# 南邦
南邦市（皇家轉寫：Thetsaban Nakhon Lampang），通稱南邦是泰國的一個自治市，也是該國南邦府以及南邦府治縣的治所駐地，是泰國北部第三大城市。南邦是交通及貿易中心，位於曼谷以北601公里與清邁東南101公里處。

## 歷史
南邦原名勐凯浪那空，在公元8世纪前就有人定居，在哈利奔猜建立后，开国君主占马代维便将其子分封至勐凯浪那空，当地遂成为泰北重镇。孟萊王征服哈利奔猜後，南邦也成为蘭納的重要城市:208，也是兰纳的中心地区，在與阿瓦王朝和阿瑜陀耶王國數十年的戰爭之後，該地區逐漸衰落，人口嚴重減少，並受到緬甸人的控制。18世紀末，南邦领袖南提昌在南邦鑾寺暗殺了當地的緬甸領導人，並領導了一場起義，導致緬甸對蘭納的統治衰退。被稱為「七王子」的南提普昌之後裔與鄭昭結盟後，缅甸被击退，当地归属兰纳的清迈王国统治，清迈昭勐卡维拉之弟坎颂则成为南邦昭勐:14，进入19世纪后，当地采伐柚木产业兴盛，与此同时，曼谷王朝也加强了对当地的控制，在拉瑪五世及其弟丹龍·拉差努帕的主導下，蒙通制度在泰北的實施，泰國中央政府對南邦的管理權也得到了加強:34，1902年，帕昭勐披里耶曾在泰北发动反对曼谷王朝的叛乱，但因南邦昭勐支持曼谷，其部众未能攻下南邦，而叛乱随即遭到曼谷镇压:29。1935年3月，泰國政府在當地正式成立南邦自治市。

## 地理
南邦位于泰国北部，昭披耶河的支流汪河流域，地形上西北高东南低:5。植被以落叶混交林與常绿林为主，南邦總體屬於熱帶季風氣候，全年高溫，分旱雨兩季:27-28。卡蘭那空夏季通常從3月持續到6月，4月份氣溫可能飆升至40°C。雨季從6月持續到11月，5月也可能下大雨。冬季通常是11月一直持續到來年3月。來自西伯利亚的冷氣團有時會導致夜間溫度低於10°C，儘管這種情況非常罕見。

## 交通
连结曼谷與清迈的泰国北线铁路经过南邦市並在市区设有那空南邦车站，而市区交通仍以公路为主，泰國國道1號與国道11号在南邦市区交汇，亦可分别通往曼谷、清迈。南邦还保留了在泰国大部分城市被淘汰的马车，该市亦以马车交通著称，並有“马车之城”的称号，游客可以搭乘马车前往市区主要观光景点。